# Aconitum richardsonianum
Aconitum richardsonianum är en ranunkelväxtart som beskrevs av Lucien André Andrew Lauener. Aconitum richardsonianum ingår i släktet stormhattar, och familjen ranunkelväxter. Utöver nominatformen finns också underarten A. r. pseudosessiliflorum.